# FANKS
FANKS（ファンクス）とは、日本の音楽ユニット・TM NETWORK（TMN）のファンを指す言葉である（ファンダムネーム）。当初はTM NETWORKの音楽のジャンルやコンセプトを指す名称としても使われていたが、現在は主にTM NETWORKのファンの名称として使われている。

## 概要
FUNK＋PUNK＋FANSを語源としている造語。1986年4月21日発売のシングル「Come on Let's Dance (This is the FANKS DYNA-MIX)」で初めて提唱された。そして、同曲をリードシングルとするアルバム「GORILLA」においては、FANKSの中に“Powerful and Tenderness”というキーワードを込めている。
その後、FANKSは『TM NETWORK TOUR '86 FANKS DYNA☆MIX』、『TM NETWORK TOUR '87 FANKS! BANG THE GONG』、『TM NETWORK FANKS CRY-MAX』とライブツアーのタイトルに使われ、彼らの初のベスト・アルバムは「ファンへのお中元」の意味を込めて『Gift for Fanks』と名づけられており、1987年末発売のアルバム「humansystem」まではFANKSという言葉を積極的に使用していた。
その後、1988年に入り、TM NETWORKはFANKSに代わり、T-MUE-NEEDSという言葉をコンセプトに掲げた。T-MUE-NEEDSは「TMを必要とする人々の総称」を意味し、TMのT、mutation（超出し続けることによって脱皮、変化する）のMUE、必要とするという意味のNEEDSを合わせた言葉である。FANKSと同様ツアータイトル『T-MUE-NEEDS STARCAMP TOKYO Produced by TM NETWORK』に使用されたが、定着しなかった。
1989年、小室哲哉が「FANKS!!'89」というコンセプトを提示。リミックスアルバム（彼らはリプロダクション・アルバムと呼んでいる）『DRESS』を製作する。また、彼らが当時パーソナリティーとして出演したラジオ番組は『TM NETWORK Come on FANKS!』というタイトルであり、FANKSという言葉を再度使い始めた。
1990年のTMNへのリニューアルを前後として、このFANKSという言葉を彼らは提示することはなくなった。TMNの音楽性が急激に変化したためか、ジャンルの意味でのFANKSという言葉は死語となり、TM NETWORK/TMNのファンを意味する言葉として残った。TMN時代だけでなく、1999年のTM NETWORKの再始動の時もFANKSを提示せず、2000年発売のシングル『MESSAGE』、アルバム『Major Turn-Round』においてはTM-Internet-workをキーワードとした。
しかし、彼らのブレイクした時期に提示したキーワードであり、その後も彼らのアルバムや楽曲の歌詞、ツアータイトル、ライブビデオのタイトルに使われたため、このFANKSという言葉はT-MUE-NEEDSや
TM-Internet-workといった他のキーワードと異なり、現在でもTM NETWORKのファンを指す言葉(いわゆるファンダム)として使われている。
2004年のデビュー20周年において発売のファン投票のベスト・アルバムは『Welcome to the FANKS!』と、2020年のデビュー35周年において発売のファン投票のベスト・アルバムは、『Gift from Fanks T』、『Gift from Fanks M』と名付けられた。さらに、2022年以降「FANKS intelligence Days」というライブを行い、40周年になって改めて強調された。

## 主な有名人FANKS
（五十音順）
- 綾小路翔（氣志團) - インタビューや自身のTwitter等で度々FANKSであることを公言しており、「氣志團のメンバーともTMのファンミーティングで知り合った」などとジョークのネタにもしている。また、Twitter上にて木根尚登の著書「ユンカース・カム・ヒア」について言及したところ、後日木根本人から反応があったことがある。
- 石坂翔太 (Purple Days) - 宇都宮隆が所属するエム・トレスの取締役であり、元TM NETWORKのスタッフだった石坂健一郎氏の息子。そのため、子供の頃からTM NETWORKのライブにも行ったことがある。その縁もあって小室哲哉に見出されたという形でユニット・Purple Daysでデビューとなった。
- 小渕優子- 父親で当時総理大臣だった小渕恵三が沖縄サミットで小室を起用したのは娘がTMのファンだったため。
- 岸田繁（くるり） - Twitter等で「80年代のTMがいなかったら今の自分はいない」と発言している。
- kiyo（ex.Janne Da Arc） - ザ・ベストテンで「Self Control (方舟に曳かれて)」を聞いて衝撃を受け、楽器屋に毎日通ってシンセサイザーを触っていた。学生時代はYAMAHAのEOSでTM NETWORKのコピーを一人でやって楽しんでいた。
- yasu（ex.Janne Da Arc）（Acid Black Cherry） - 中学生の時にアルバム『CAROL 〜A DAY IN A GIRL'S LIFE 1991〜』を聴いて初めてコンセプト・アルバムというものに触れ衝撃を受けたと自身のラジオや小室との対談でも話しており、その影響でJanne Da Arcの4thアルバム『Another Story』やAcid Black Cherryの全アルバムはコンセプトアルバムとなっている。
- 黒沢ともよ - Sound Horizonのコンサートで宇都宮隆と共演して以来慕っており、自身のインターネットラジオ番組の初めてのゲストとして宇都宮隆を招いている。Twitterやラジオ内でTM NETWORKのライブや宇都宮隆のソロライブへ足を運んでいると公言している。[1]
- 駒田健吾 - 初めて買ったCDが『CAROL 〜A DAY IN A GIRL'S LIFE 1991〜』。自身がパーソナリティーを務めるラジオ番組にTMが出演した際は、TMに対する想いを熱く語った。
- 齋藤飛鳥（乃木坂46） - 小室哲哉ファンであることを度々メディアで発言しており、2021年のTM NETWORKの再始動が発表された際も会員限定のモバイルメールにて再始動の喜びを伝えている。また、小室が2020年に乃木坂46に『Route 246』を楽曲提供した際にはセンターを務めた。
- 坂本美雨 - 初めての出会いは高円寺の新星堂で7歳の時にTM NETWORKのポスターを見て一目惚れしてからとの事。[2]　その時に初めて買ったCDが「JUST ONE VICTORY (たったひとつの勝利)」だった。当時は父親である坂本龍一には内緒で隠れて聴いていた。
- 櫻井翔（嵐） - TMN BLACKをお気に入りのアルバムとして紹介した。嵐のアルバム名に小室哲哉の造語「デジタリアン」を提案し、採用されている。（『THE DIGITALIAN』)[3]
- 澤野弘之 - 高校時代にTM NETWORKや小室のプロデュースする楽曲を聞いており、自身の音楽のルーツだと度々インタビューで語っている。
- 椎名慶治（SURFACE） [4]
- Shinnosuke（ex. SOUL'd OUT）- 文化祭でTM NETWORKとaccessをコピーしていた。
- 住吉美紀 - 2012年の日本武道館ライブに行ったことや、ファンクラブにも入っていて大ファンであったことを本人のブログで明かしている[5]。
- 田辺晋太郎 - 元 Changin' My Life メンバー。
- nishi-ken - 自身のファーストシンセは小室が大々的に関わっていたYAMAHAのシンセサイザー「EOS B900」。宇都宮隆のソロプロジェクトでは、サウンドプロデュースやキーボーディストとしてアルバムやライブに参加している。
- 野本かりあ - 父親が買ってきたCDの中に偶然TMのアルバムがあったのがきっかけ。TMオンリーのクラブイベントなどにもDJとして参加している。
- ピエール中野（凛として時雨）- 少年時代に『BEYOND THE TIME（メビウスの宇宙を越えて）』を聴いて衝撃を受けた。音楽をカッコいいものだと意識した最初の曲がTMだったと語っている。
- 日村勇紀（バナナマン） - お笑い番組やバラエティ番組などで「Get Wild」のメロディーラインを度々この曲をピアノやキーボード等で弾いている。また、バナナマンの相方の設楽統いわく、TM NETWORKや小室哲哉以外の楽曲はほとんど聴かないというほどのTM NETWORKフリークであると公言している。
- 深田恭子 - アルバムTMN BLACKを好きなアルバムにインタビューで挙げている。
- ヒャダイン
- 観月ありさ - 小室哲哉とのタッグのきっかけは、本人がTM NETWORKのファンだったため。
- ミト（クラムボン） - 自身が音楽家になろうと思ったきっかけであると語っている。
- 八木沼悟志 (fripSide)  - 中学時代TM NETWORKの影響でシンセサイザーを購入。ライブにも足を運んでいた。自身が影響を受けたアーティストとして小室哲哉や浅倉大介を挙げている。
- RAM RIDER - 小室哲哉が在学していたという理由だけで、早稲田大学に入学した。好きなアルバムは『DRESS』。
- レイザーラモンRG - 宇都宮隆の物真似を持ちネタにしている他、自身のライブのポスターやグッズのデザインをTM NETWORKのアルバムジャケットのパロディにしたこともある。
- Revo (Sound Horizon) - 宇都宮隆との対談で好きなアルバムが『CAROL 〜A DAY IN A GIRL'S LIFE 1991〜』であると明かしている。宇都宮隆に自身のプロジェクトSound Horizonのへの参加を依頼し[6]、アルバム『Moira』やコンサート『Moira 〜其れでも、お征きなさい仔等よ〜』で共演している。また、宇都宮隆のソロプロジェクト「U WAVE」に参加し作詞を手掛けている。